# Pozo Polio
El Pozo Polio es una mina subterránea de hulla situada en el concejo asturiano de Mieres (España). Fue clausurada en 1992. El complejo está abandonado y se encuentra en el Inventario de patrimonio cultural del Principado y en el registro del Docomomo.

## Historia
La mina, que son en realidad dos pozos, se encuentra en el pequeño valle de la Güeria de San Juan, cerca de la población de El Carbayon y a unos 5 kilómetros de la villa de Mieres. Fue profundizado en 1953 por la empresa Fábrica de Mieres para la extracción de carbón con destino a sus altos hornos. En 1967 se integraría en la empresa estatal Hunosa. Desde el siglo XIX se habían abierto numerosas dependencias mineras en la zona. El agotamiento de la mina Baltasara motivaría la apertura del pozo vertical Polio, que recibe su nombre del cercano pico Polio. En 1894 la empresa ya había abierto una línea de ferrocarril minero para adentrarse en este valle. La línea, que llegaba hasta la zona del Lavadero de El Batán, fue cerrada en 1984. El pozo Polio fue cesando su actividad hasta su cierre definitivo en 1992, al igual que otras minas de la zona. Llegó a superar los 600 metros de profundidad sobre la superficie.

## Descripción

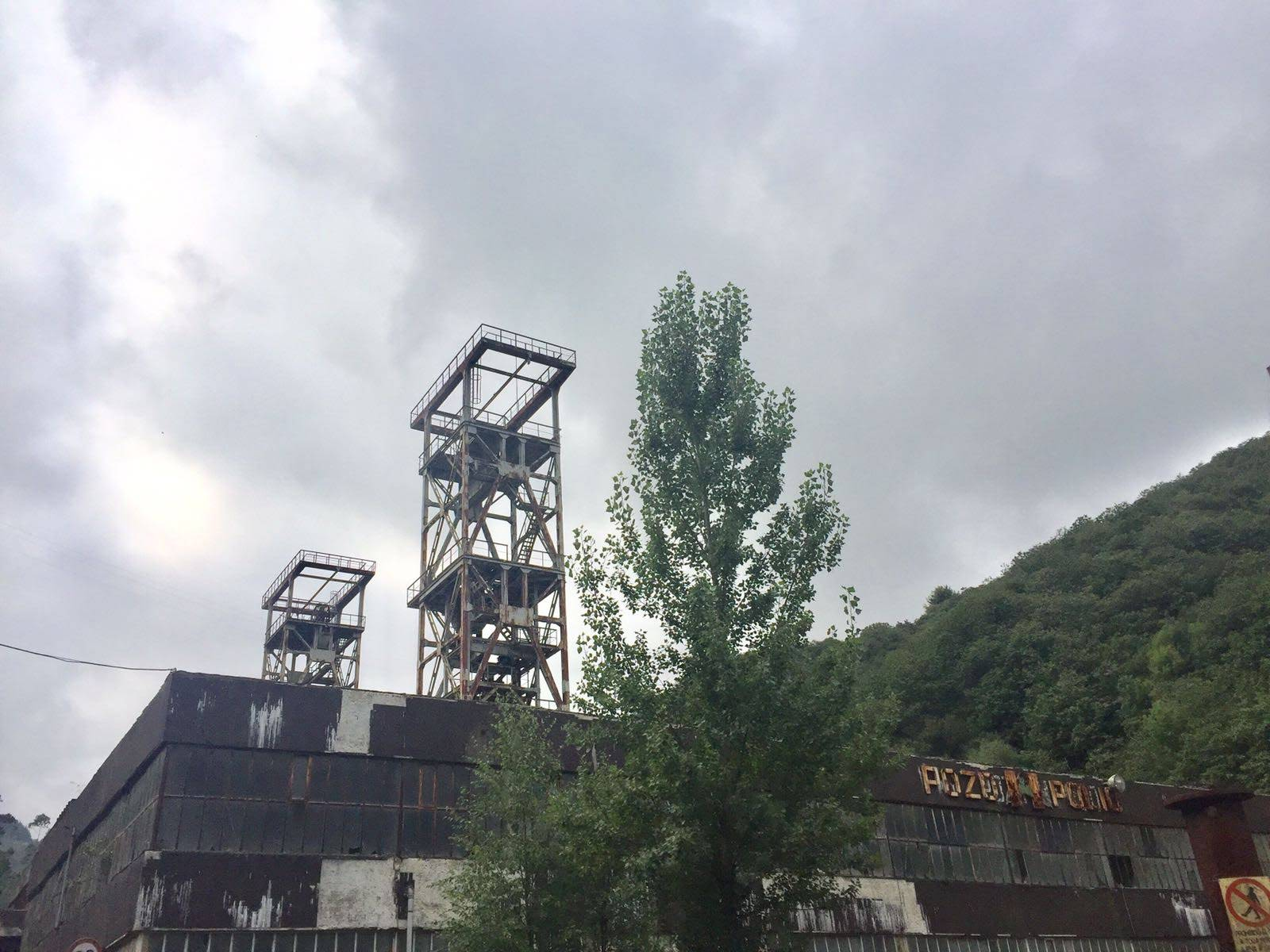
Castilletes y edificios

El pozo Polio es la unión de dos pozos diferentes con dos cañas paralelas (Polio I y Polio II), caso similar a los pozos Sotón y Fondón. Las obras se alargaron durante los años 50, y en la década de 1960 ya extraía hulla a pleno rendimiento. Los dos castilletes gemelos destacan por encima del conjunto. Se trata de dos estructuras únicas en la arquitectura industrial asturiana ya que carecen de tornapuntas, modificando la clásica imagen del castillete minero. Esto hace que sean dos estructuras gemelas totalmente rectas de acero de 39,41 metros de altura cada una. El conjunto de edificios que forman el pozo funcionaron como sala de máquinas, pabellones de embarque, transformador, oficias, vestuarios y lampistería, ventiladores y sala de compresores. Siguen una estética unificada, basada en el movimiento moderno y una arquitectura plenamente funcional, revestidos de material cerámico vítreo y carpinterías de hierro y vidrio, mostrando un notable interés por la belleza formal del conjunto. La horizontalidad, ventilación e iluminación de los espacios interiores, son características de estos edificios. Siguen conservando parte de la gran maquinaria en el interior, como motores eléctricos de corriente continua de la casa Siemens.
También se conservan en el conjunto unas grandes tolvas de hormigón armado levantadas en 1962. En ellas se cribaba y almacenaba el carbón, procedente del embarque mediante cinta transportadora.
El conjunto fue utilizado como almacén tars su cierre y actualmente está parcialmente abandonado. Está incluido en los inventarios del Gobierno de Asturias sobre patrimonio cultural y sobre patrimonio industrial, debido a su relevancia histórica, estética y técnica.